# 聖哥倫巴天主教男校
聖哥倫巴天主教男校（英語：St Columba's Catholic Boys' School）是一個學院制羅馬天主教男子中學，位於英格蘭倫敦貝克斯利區貝克斯利希斯。
這所學校於1973年5月7日由當時的保守黨首相愛德華·希思主持開幕。1990年6月，學校的低年級和高年級在現址合併。2005年，該校耗資500萬英鎊開始重新裝修，其中包括一個新的教學樓、新的體育館和翻新的劇院。
2012年9月，該學校轉為學院制，之前由貝克斯利倫敦區議會直接控制。現在學校仍繼續與貝克斯利倫敦區議會協調招生事宜。

## 外部連結
- 聖哥倫巴天主教男校官方網站 （页面存档备份，存于）